# 共和国广场 (波尔多)
共和国广场（Place de la République）是一个城市广场，位于法国阿基坦大区波尔多。
共和国广场上有数座地标建筑：
- 圣安德烈医院（Hôpital Saint-André，1825-1830）
- 法院（Palais de justice）
- 普法战争纪念碑。